# Порат, Эльяху
Порат Эльяху (17 января 1905, Телеханы Пинского уезда Минской губернии — 1986, Израиль) — израильский журналист, публицист.

## Биография
Родился в местечке Телеханы в семье Эльханана Порецкого и Софьи — дочери Акивы Абрамовича. Получил традиционное еврейское образование в хедере и иешиве в Вильно. Позже окончил русскую среднюю школу и продолжил свою учёбу в университете Базеля, который успешно закончил со степенью доктора философии. Во время учёбы был секретарем местной сионистской организации.
Основатель (1931) и редактор газеты «Овнтпост» (Рига), одновременно сотрудничал с еврейскими периодическими изданиями «Таг» и «Цайт» (Вильно), «Момент» (Варшава).
В 1935 эмигрировал в Эрец-Исраэль. В Хайфе основал ежедневную газету на иврите «Ха-Кармель», позже получившую название «Хед ха-Кармель» («Эхо Кармеля»). Затем он основал и редактировал газеты «Хадшот ха-Эрев» («Вечерние новости») (1946—1948) и «Ха-Мдина» («Государство»); писал статьи для «Давар» и «Гаарец», а также был политическим корреспондентом Коль Исраэль.
Во время Второй мировой войны был переводчиком в британских вооруженных силах.
Автор книг: «От Гибралтара до Суэца» (Иерусалим: AḥIasaf, 1940/1941), 175 стр.; и книга на немецком языке о подъёме еврейского рабочего движения (Рига, 1932).